# 奥祖埃尔勒武尔日
奥祖埃尔勒武尔日（法語：Ozouer-le-Voulgis，亦作，法語發音：[ozwɛʁ lə vulʒi] ⓘ）是法国法蘭西島大區塞纳-马恩省的一个市镇，属于默伦区。 

## 地理
奥祖埃尔勒武尔日（48°39'40"N, 2°46'30"E）面积11.3 平方千米，位于法国法蘭西島大區塞纳-马恩省，该省份为法国北部内陆省份，北起瓦兹省，西接埃松省、马恩河谷省、塞纳-圣但尼省和瓦兹河谷省，南至卢瓦雷省，东南接约讷省，东临马恩省和奥布省，东北接埃纳省。
与奥祖埃尔勒武尔日接壤的市镇（或旧市镇、城区）包括：沙特尔、布里地区绍姆、库尔克泰讷、布里地区利韦尔迪、耶布勒。

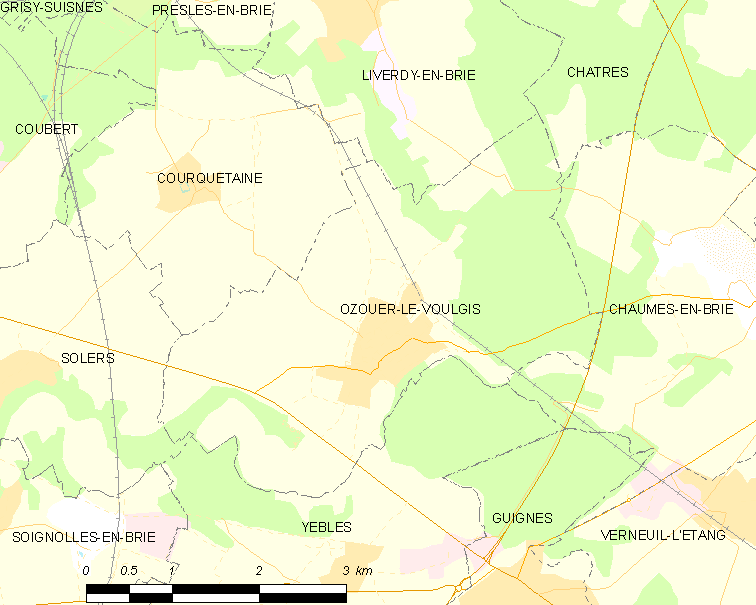
奥祖埃尔勒武尔日的OSM定位图

奥祖埃尔勒武尔日的时区为UTC+01:00、UTC+02:00（夏令时）。

## 行政
奥祖埃尔勒武尔日的邮政编码为77390，INSEE市镇编码为77352。

## 政治
奥祖埃尔勒武尔日所属的省级选区为丰特奈-特雷西尼县。

## 人口

1962-2008年间奥祖埃尔勒武尔日人口变化图示

奥祖埃尔勒武尔日于2022年1月1日时的人口数量为2002人。